# Toomas Liiv
Toomas Liiv (* 30. Dezember 1946 in Tallinn; † 20. Dezember 2009 in Tallinn) war ein estnischer Lyriker und Literaturkritiker.

## Leben und Literatur
Toomas Liiv legte 1965 sein Abitur am Realgymnasium in Tallinn ab. Anschließend studierte er bis 1970 Philologie an der Universität Tartu. Ab 1971 war Toomas Liiv als Lyriker, Literaturwissenschaftler und Literaturkritiker tätig. Seit 1981 gehörte er dem Estnischen Schriftstellerverband an.
Bis kurz vor seinem Tod war Toomas Liiv Professor für Literaturwissenschaft an der Universität Tallinn. Daneben meldete er sich auch pointiert politisch zu Wort.
2003 erhielt Toomas Liiv den Literaturpreis der staatlichen estnischen Stiftung Kultuurkapital.

## Wichtigste Werke

### Gedichtsammlungen
- Kurbus vikerkaarest (1971)
- Fragment (1981)
- Achtung (2000)
- Luuletused 1968–2002 (2003)

### Anthologien
- Proosast (1997)

### Hörspiele
- Pesukaru ja kummaline poiss (1970)
- Härrasmehed (1980)

| Personendaten    | Personendaten                            |
| ---------------- | ---------------------------------------- |
| NAME             | Liiv, Toomas                             |
| KURZBESCHREIBUNG | estnischer Lyriker und Literaturkritiker |
| GEBURTSDATUM     | 30. Dezember 1946                        |
| GEBURTSORT       | Tallinn                                  |
| STERBEDATUM      | 20. Dezember 2009                        |
| STERBEORT        | Tallinn                                  |